# Sciara leucocera
Sciara leucocera är en tvåvingeart som beskrevs av Jean-Jacques Kieffer 1912. Sciara leucocera ingår i släktet Sciara och familjen sorgmyggor. Inga underarter finns listade i Catalogue of Life.